# Hieracium albiduliforme
Hieracium albiduliforme es una especie de planta con flor del género Hieracium, de la familia Asteraceae, orden Asterales.

## Distribución
Hieracium albiduliforme se distribuye por Suecia.

## Taxonomía
Fue descrita científicamente por (Johanss.) Johanss. Fue publicada en Ark. Bot. 21A(15): 10 (1928).